# 2023年弗拉基米爾·澤連斯基訪問英國
2023年2月8日，烏克蘭總統弗拉基米爾·澤連斯基訪問英國，期間與英國首相辛偉誠會面，在西敏宮的西敏廳向英國國會議員發表講話，並會見英國君主查理斯三世。這是繼2022年12月訪問美國之後，澤倫斯基自俄羅斯開始入侵烏克蘭以來的第二次出國外訪。

## 背景
2022年2月24日，俄羅斯對烏克蘭發動全面入侵，是2014年開始的俄烏戰爭的一次重大升級。戰爭期間，包括英國在內的世界各地向烏克蘭提供軍事和人道主義援助。2022年，英國政府為烏克蘭提供23億英鎊的軍事援助。

## 訪問英國

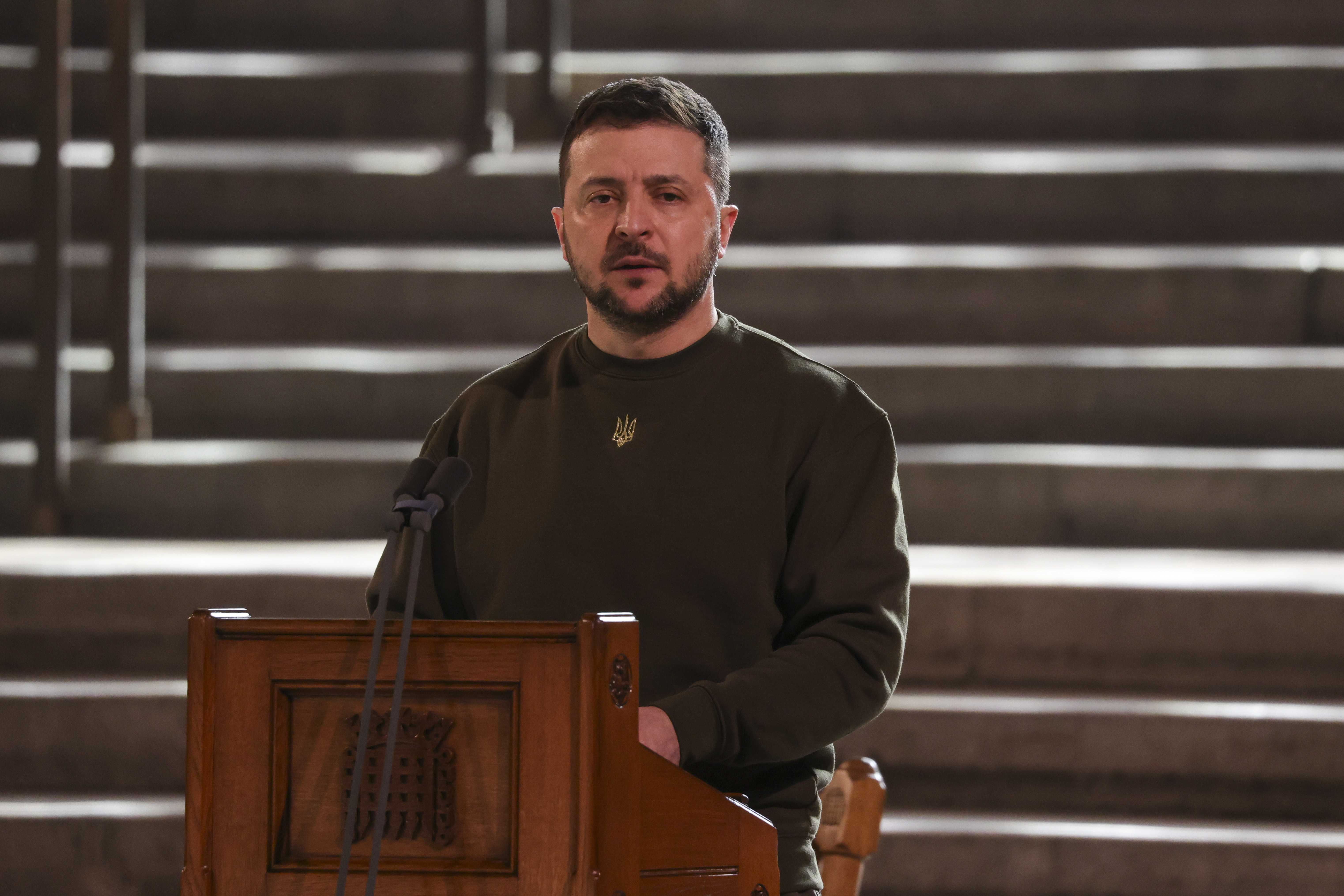
澤連斯基在西敏宮西敏廳向英國國會議員發表演說

### 會見辛偉誠
澤倫斯基乘坐英國皇家空軍C-17（序列號ZZ178）從波蘭熱舒夫-賈西翁卡機場飛往倫敦史坦斯特機場。英國首相辛偉誠在史坦斯特的停機坪上迎接他，並邀請澤連斯基前往唐寧街10號。
澤連斯基降落後不久，英國宣布進一步對俄羅斯實施制裁，其中包括對六家向俄羅斯提供軍事裝備的實體和八名與「邪惡金融網絡」有關的個人及一個實體實施制裁。英國政府表示這些金融網絡幫助維護「克里姆林宮菁英間的財富和權力」。

### 在英國國會發表演說
澤倫斯基在西敏宮的西敏廳向英國國會議員發表講演說，全場起立鼓掌。澤連斯基致辭時首先向前英國首相鲍里斯·约翰逊就烏克蘭在危難中第一時間伸出援手而道謝。
澤連斯基發表演說時向英國下議院議長賀立紳贈送一頂烏克蘭戰鬥機飛行員的頭盔。澤連斯基表示該頭盔屬於一位「最成功的王牌飛行員」，是「我們的王牌之一」。頭盔上用英文銘文寫著：「We have freedom, give us wings to defend it」（我們擁有自由，給我們翅膀去保衛它）。
世界需要烏克蘭人的勇敢，我們一起證明了，世界確實幫助那些勇敢捍衛自由的人。我們知道俄羅斯將會失敗，我們知道勝利將改變世界。英國與我們一起邁向我們有生之年最重要的勝利。任何侵略者都將知道他所面臨的結果。任何侵略者都將失敗。——弗拉基米爾·澤連斯基

### 會見查理斯三世
澤連斯基在白金漢宮會見英國君主查理斯三世，祝賀查理斯三世在不久前即位，對查理斯三世仍是威爾斯親王時給予烏克蘭人民的支持表示感謝。
對我來說，成為烏克蘭與英國關係史上第一位受到英國君主接見的烏克蘭總統是一種榮幸。我感謝陛下對烏克蘭公民的熱烈接待和支持，他們在英國找到了避難所，逃避戰爭的災難。——弗拉基米爾·澤連斯基

### 訪問軍隊
澤連斯基和辛偉誠訪問在多實郡拉爾沃思營地（Lulworth Camp）接受訓練的烏克蘭軍隊。大約有80名烏克蘭軍人在拉爾沃思接受訓練，以對抗俄羅斯。其間軍人向兩位領袖展示挑戰者2坦克模擬器。兩人在聯合新聞發佈會上表示「尖端武器」將很快在烏克蘭的戰場上發揮作用。

## 圖集

澤連斯基總統在訪問英國期間
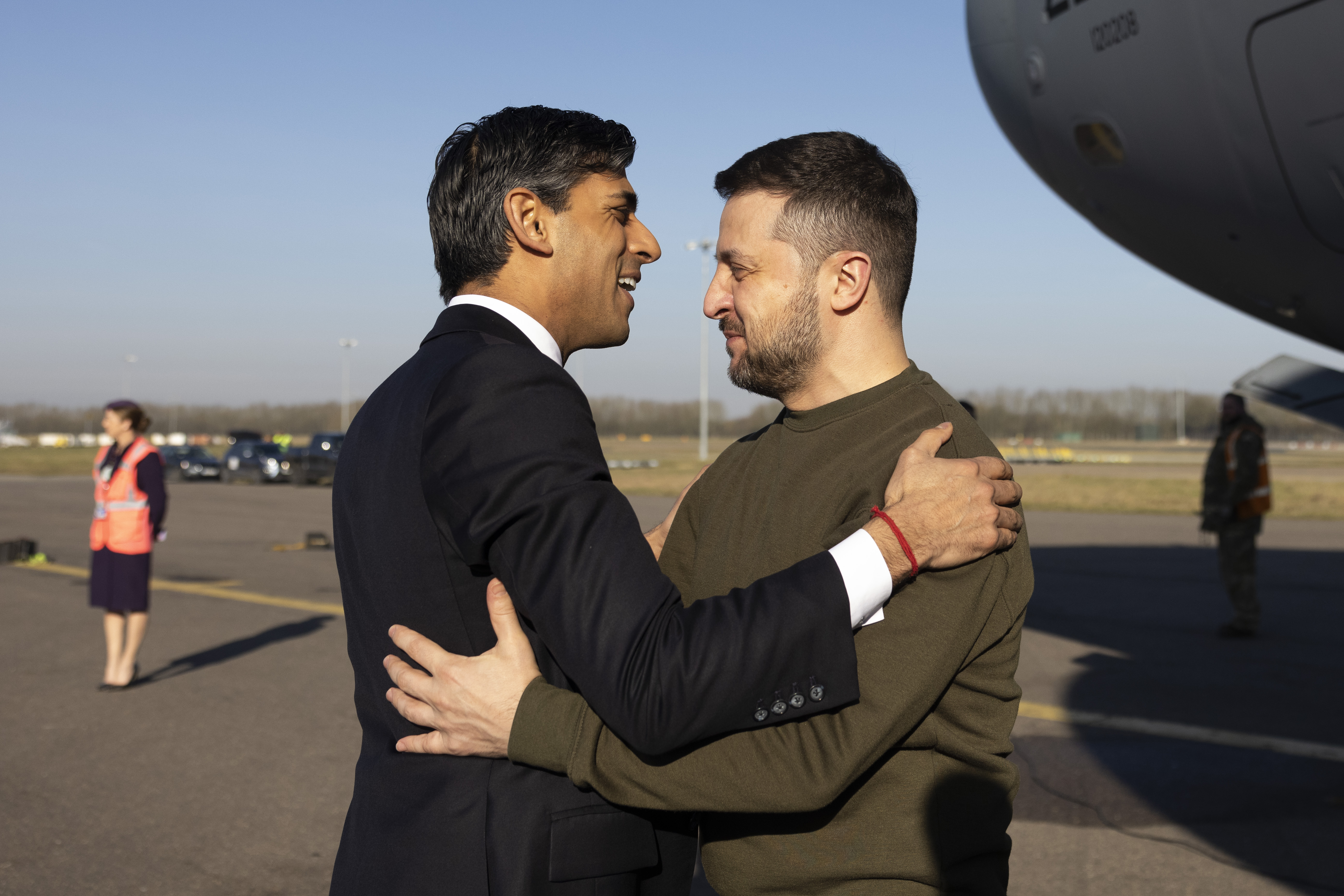
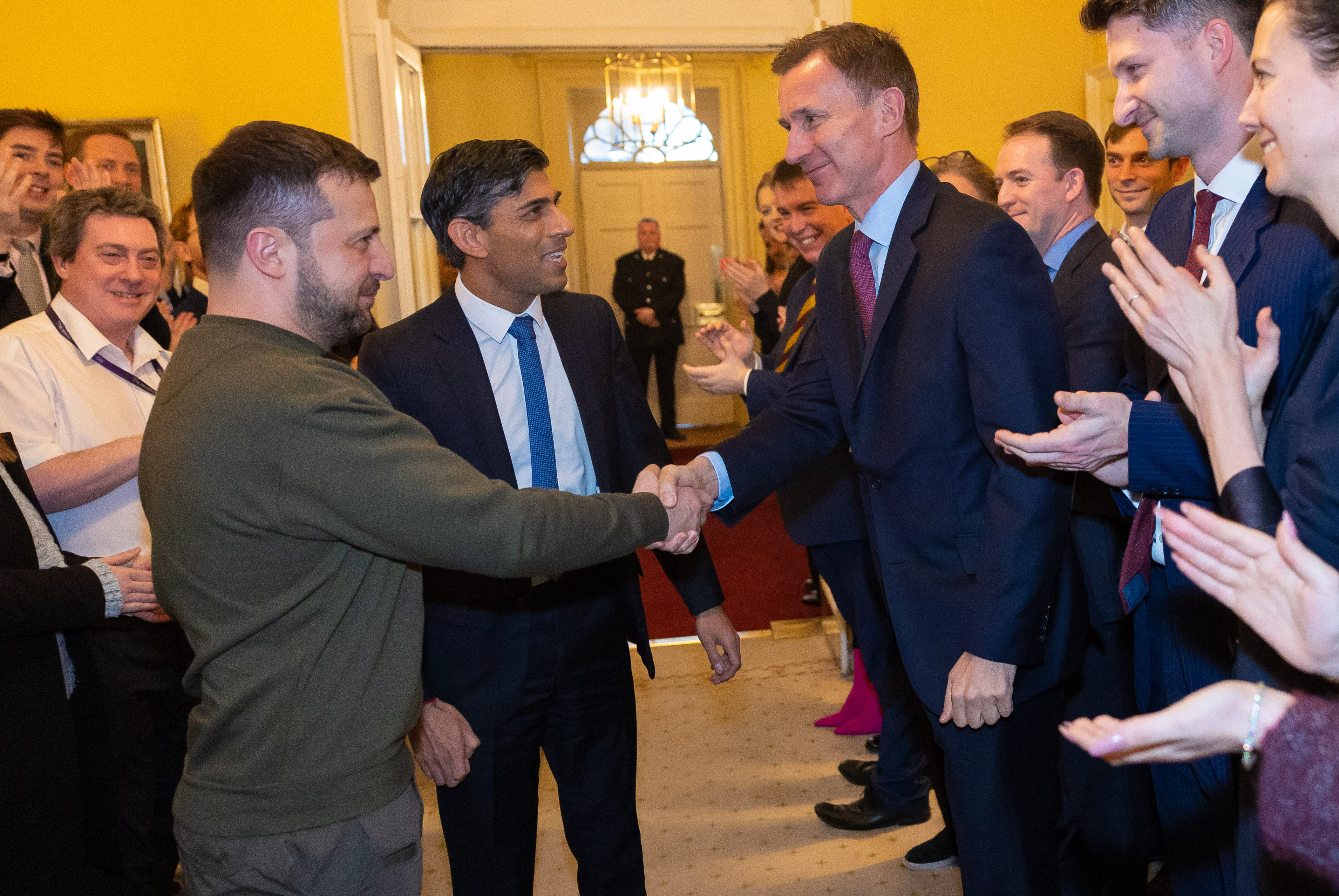
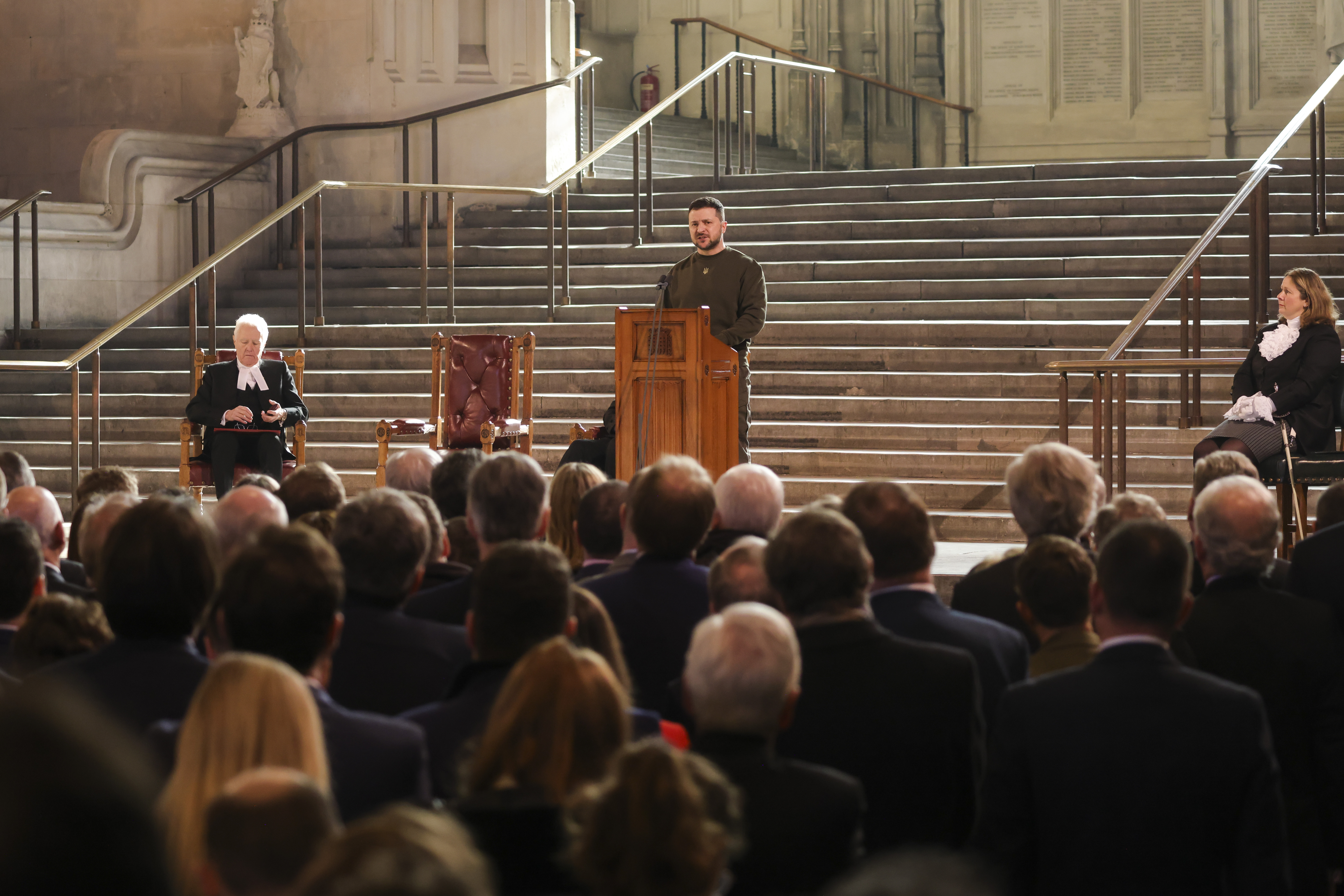
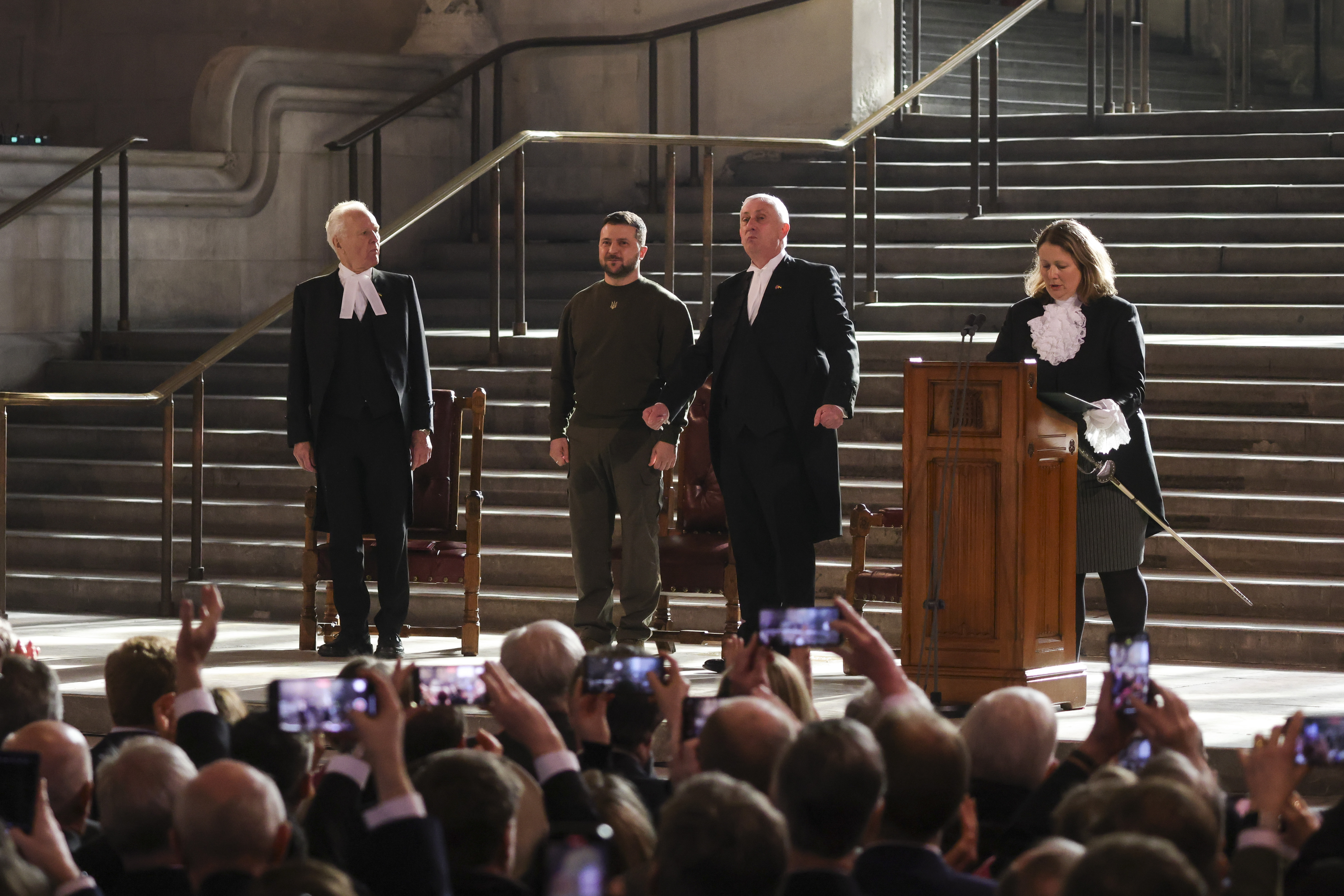
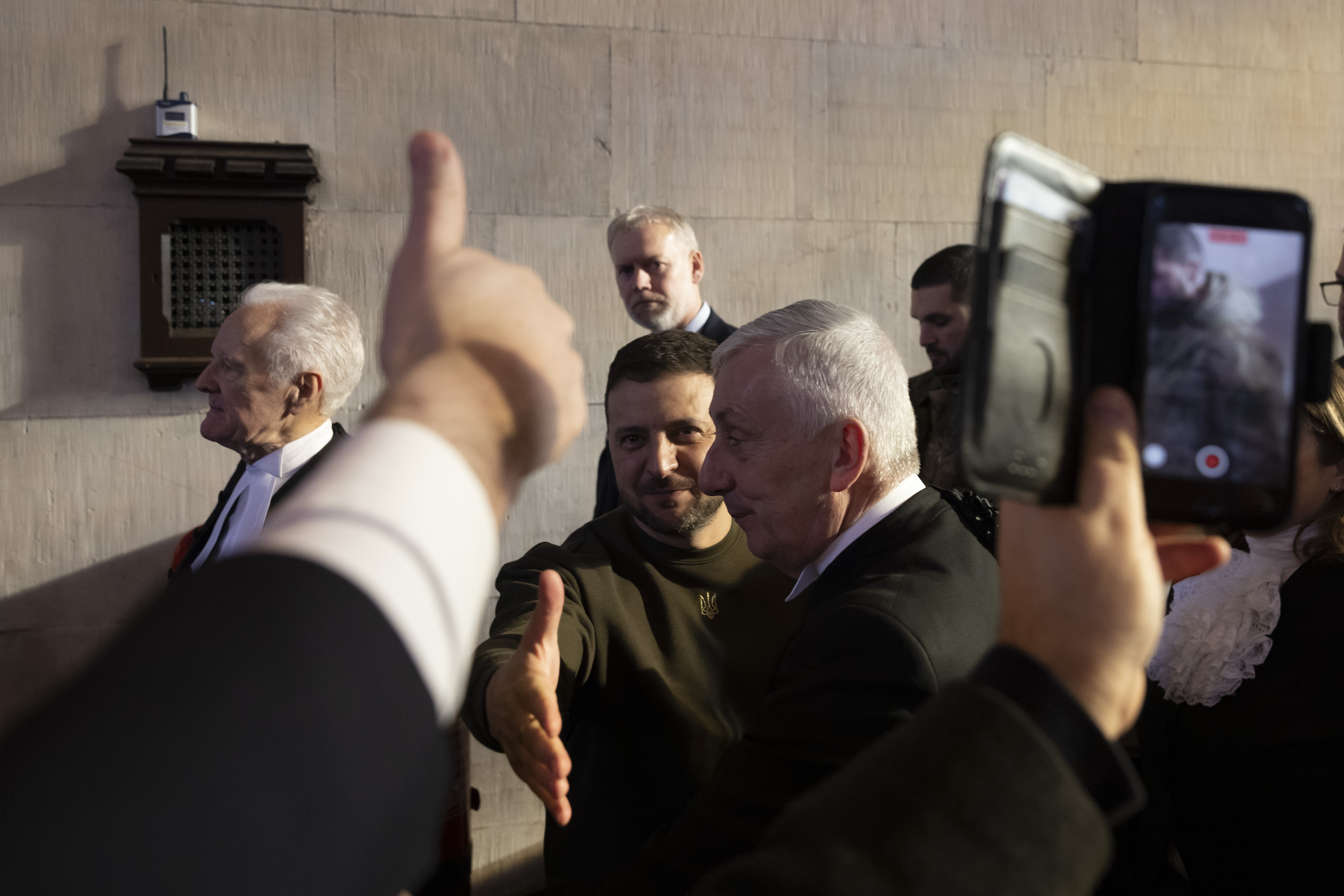
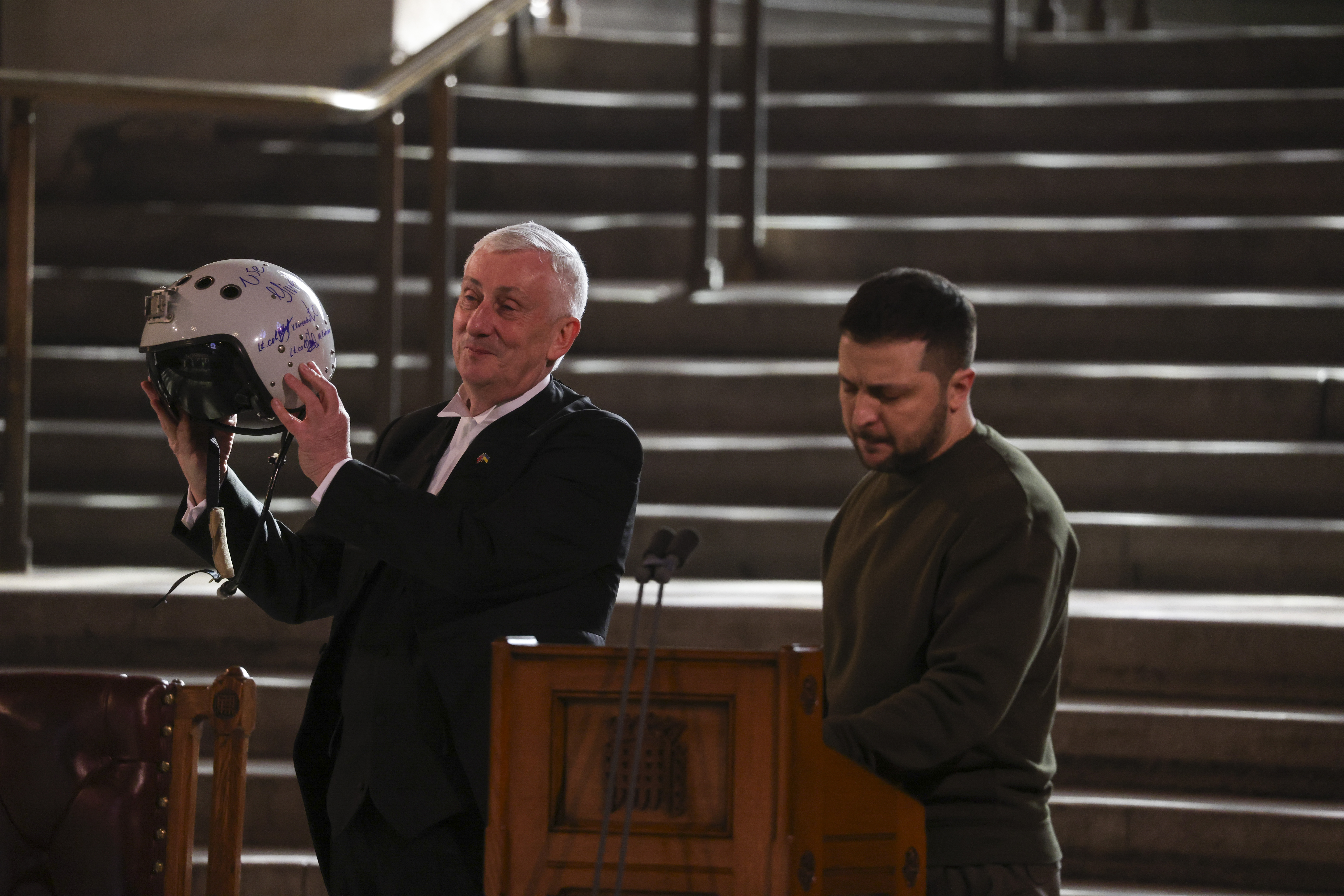
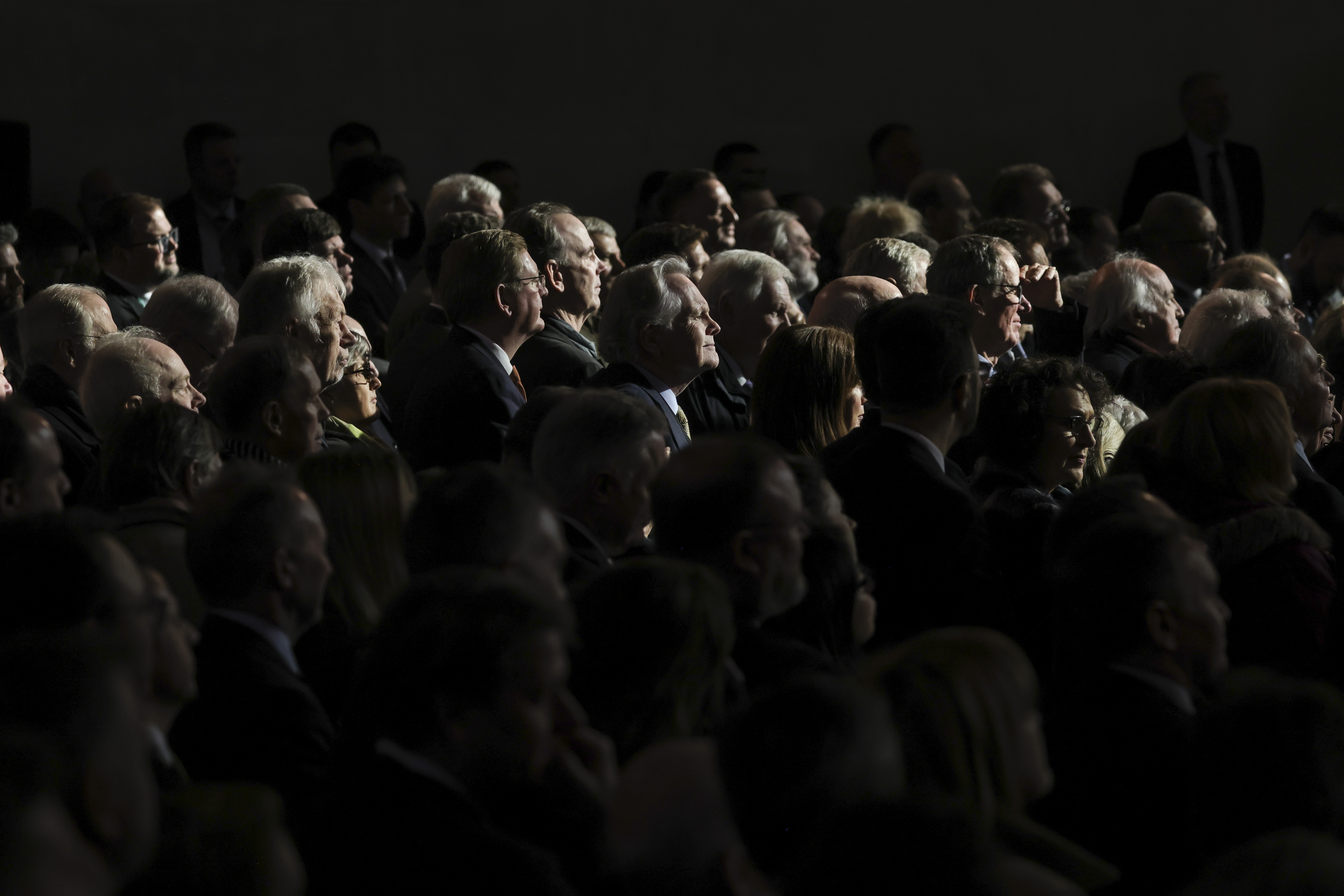
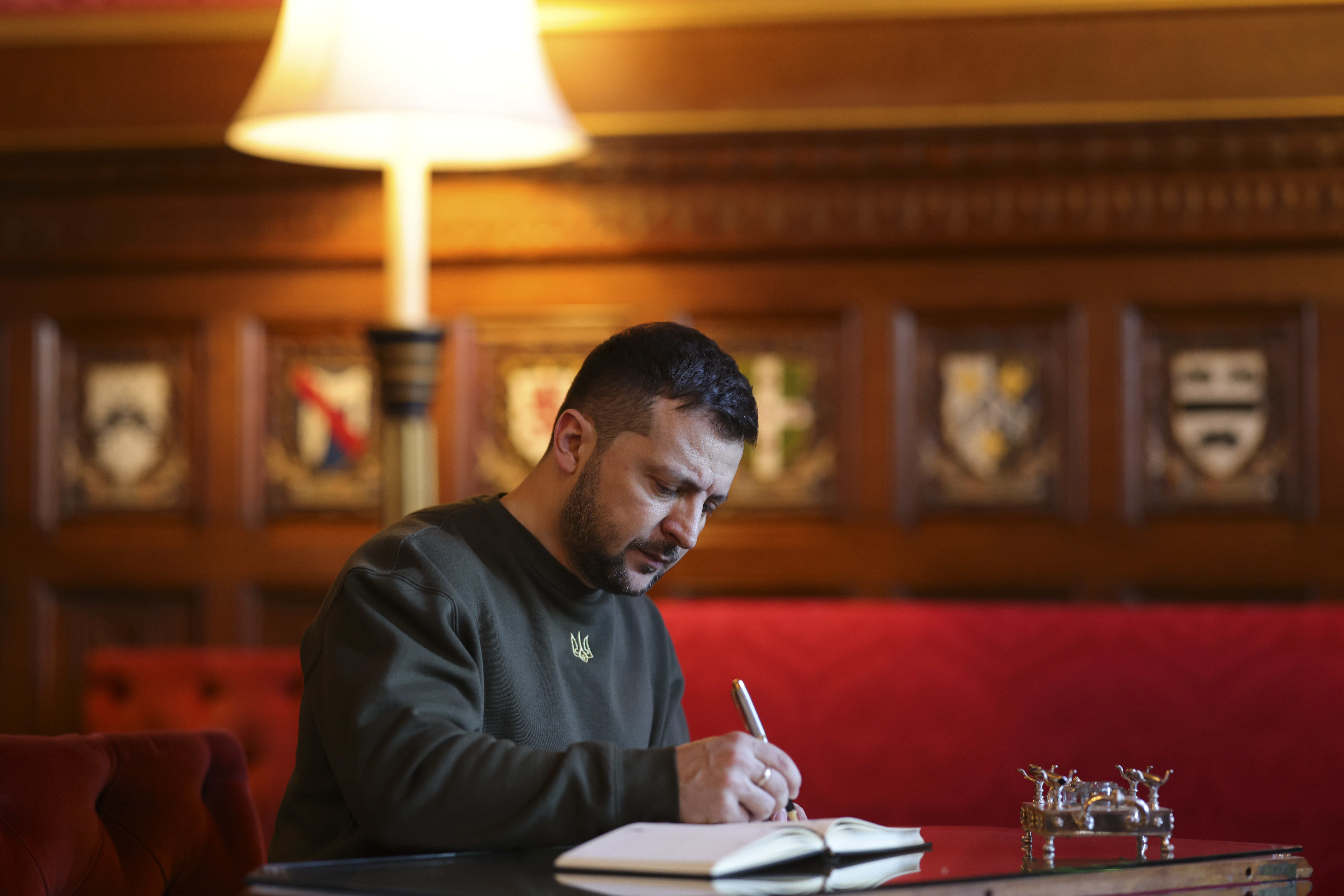